# Choquinha-do-oeste
Formigueirinho-do-suno ou choquinha-do-oeste (Myrmotherula sunensis) é uma espécie de ave da família Thamnophilidae.
Pode ser encontrada nos seguintes países: Brasil, Colômbia, Equador e Peru.
Os seus habitats naturais são: florestas subtropicais ou tropicais húmidas de baixa altitude.